# Коцеллы
Коцелы или Котлы — шляхтецкий род герба «Пеликан» .

## Происхождение
По преданию, зафиксированному в геральдике А. Каяловичем, К. Нисецкого и др., они произошли от князя Коцеля, крещенного святыми Кириллом и Мефодием. По этой причине над гербом было помещено изображение с княжеской шапкой. На самом деле они произошли от бояр. Первым известным представителем рода является Кацоль, получивший в 1440-1443 гг. от великого князя Казимира подтверждение имений Смыков, Камарин и Зазарт в Краменецком повете.

## Представители
- Самуил Героним Коцелл (? —1686 ) — великолитовский государственный деятель. Казённый писарь ( 1649—1668 ), Стародубского войска (1652—1666 ), маршалок ошмянский (ок. 1678 ), староста скристымноский.
- Михаил Казимир Коцелл (? —1722 ) —  великолитовский государственный деятель. ошмянский подкоморий (1683—1685), каштелян витебский (1685—1700 ), каштелян ( 1700—1703 ) и воевода ( 1703—1710 ) Трокский, подскарбий великий литовский ( с 1710 ).
- Тадеуш Котцелл (1736—1799 ) — генерал-майор армии Великого княжества Литовского. Староста марковский (1764 г.), староста ошмянский (1772 г.).
- Юзеф Коцелл (1764—1810 ) — полковник войска ВКЛ , первый посол на Четырёхлетнем сейме, один из руководителей восстания 1794 года.
- Казимир Коцелл ( 1767-1813 ) — великолитовский военный деятель .